# Georg de Laval
Patrik Georg Fabian de Laval (Estocolm, 16 d'abril de 1883 – Estocolm, 10 de març de 1970) va ser un pentatleta modern i tirador suec que va competir a començaments del segle xx. Era germà dels també pentatletes Erik i Patrik de Laval.
El 1912 va prendre part en els Jocs Olímpics d'Estocolm, disputant tres proves del programa de tir i la de pentatló modern. En les proves de tir guanyà una medalla de plata en la prova de pistola militar, 50 metres per equips, mentre fou quart en pistola lliure, 50 metres i setè en pistola ràpida, 25 metres. En la competició del pentatló modern, en la primera aparició del pentatló modern en uns Jocs Olímpics, guanyà la medalla de bronze.